# Oblast Lipetsk
De oblast Lipetsk (Russisch: Липецкая область, Lipetskaja oblast) is een oblast (bestuurlijke eenheid) van Rusland. De oblast werd gevormd op 6 januari 1954. Het bestuurlijke centrum van de oblast is de gelijknamige stad Lipetsk.

## Geografie
De oblast grenst in het noordwesten aan de oblast Rjazan, in het oosten aan de oblast Tambov, in het zuiden aan de oblast Voronezj, in het zuidwesten aan de oblast Koersk, in het westen aan de oblast Orjol en in het noordwesten aan de oblast Toela.

## Bestuurlijke indeling

### Districten
De oblast Lipetsk bestaat uit 18 districten (Russisch: rajons, районы):
| - Chlevenski (Хлевенский) - Dankovski (Данковский) - Dobrinski (Добринский) - Dobrovski (Добровский) - Dolgoroekovski (Долгоруковский) - Grjazinski (Грязинский) - Izmalkovski (Измалковский) - Jeletski (Елецкий) - Krasninski (Краснинский) | - Lebedjanski (Лебедянский) - Lev-Tolstovski (лев-Толстовский) - Lipetski (Липецкий) - Oesmanski (Усманский) - Stanovljanski (Становлянский) - Terboenski (Тербунский) - Tsjaplyginski (Чаплыгинский) - Volovski (Воловский) - Zadonski (Задонский) |

## Demografie
| 1926      | 1939      | 1959      | 1970      | 1979      | 1989      | 2002      |
| --------- | --------- | --------- | --------- | --------- | --------- | --------- |
| 1.478.000 | 1.353.000 | 1.142.000 | 1.224.000 | 1.225.000 | 1.230.000 | 1.213.500 |

## Grote plaatsen
Er zijn twee steden die direct onder het oblastbestuur vallen (города областного подчинения); Lipetsk en Jelets en zes steden die vallen onder de jurisdictie van districten; Dankov, Grjazi, Lebedjan, Oesman, Tsjaplygin en Zadonsk.

## Hyperboloïde structuur

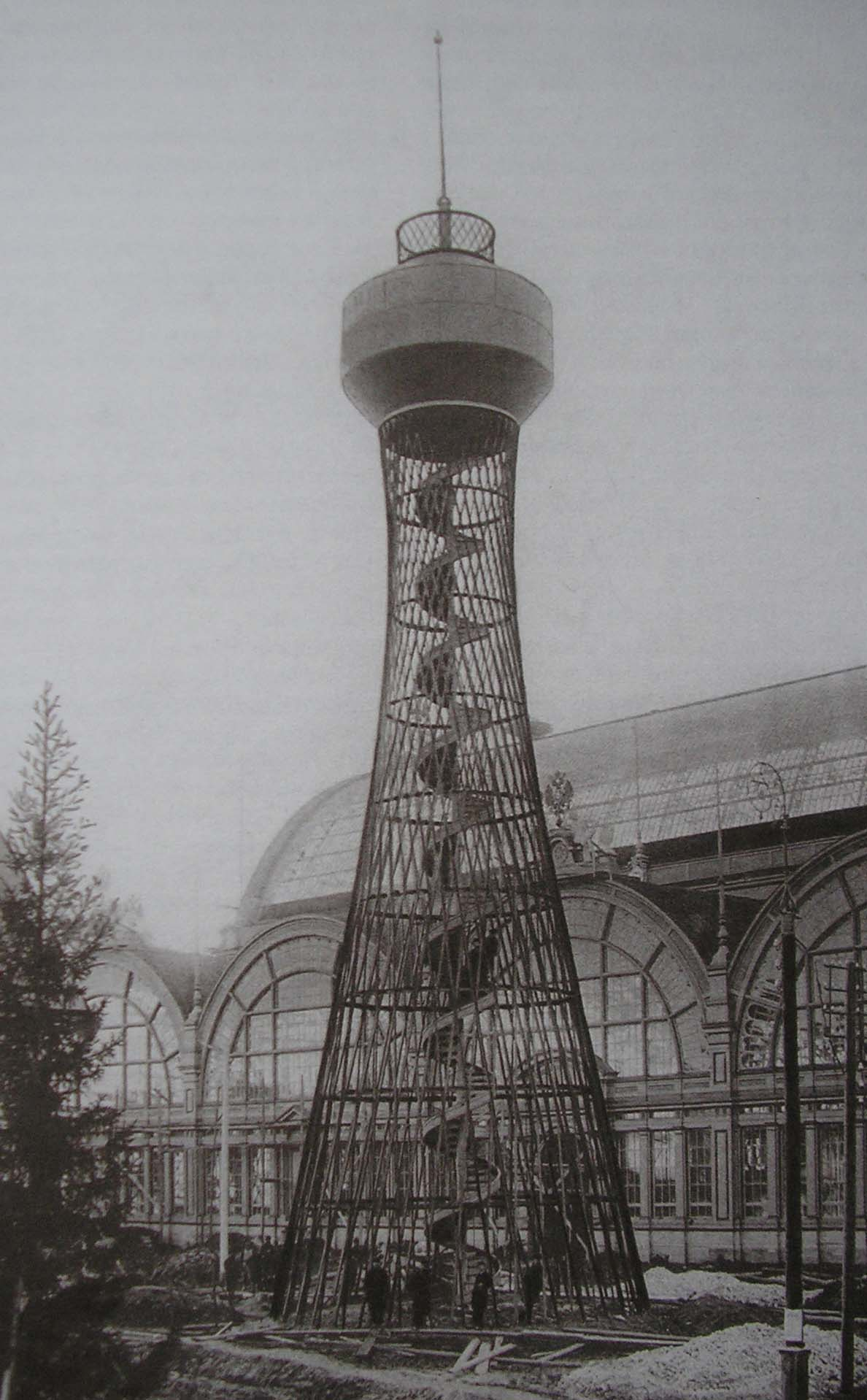
De eerste hyperboloïde structuur ter wereld, Vladimir Sjoechov, 1896

De eerste hyperboloïde structuur ter wereld – een stalen open roostertoren staat in Polibino (district Dankovski). De hyperboloïde toren werd gebouwd en gepatenteerd in 1896 door de Russische ingenieur en wetenschapper Vladimir Sjoechov. Beroemde architecten als Gaudí, Le Corbusier en Oscar Niemeyer volgden hem op en ontwierpen en bouwden ook hyperboloïde structuren.